# 音思彼恩股份有限公司
音思彼恩股份有限公司は、台北市に拠点を置く台湾のゲーム関連企業。

## 概要
- 董事長 倉持武志
- 総経理 大内累
- 副総経理 陳鴻遠

## 事業所
- 台湾スタジオ